# Библиографическая запись
Библиографическая запись — элемент библиографической информации, фиксирующий в документальной форме сведения о документе, позволяющие его идентифицировать, раскрыть его состав и содержание в целях библиографического поиска.
Библиографическая запись может включать в себя заголовок, библиографическое описание, термины индексирования (классификационные индексы, предметные рубрики и ключевые слова), аннотацию, реферат, шифры хранения ресурса, дату завершения обработки ресурса, сведения служебного характера.

## Стандарты в России
В России в соответствии с видом библиографической записи используются указания различных национальных стандартов:
- для списка литературы — ГОСТ Р 7.0.100-2018[2]
- для библиографических ссылок — ГОСТ Р 7.0.5-2008[3]
- для ссылок на электронные ресурсы — ГОСТ 7.82-2001[источник не указан 1755 дней] (не действует в РФ с 2021-01-25[4]).

ГОСТы
- ГОСТ Р 7.0.5-2008 (ISO 690:1987, ISO 690-2:1997)[5]. СИБИД. Библиографическая ссылка. Общие требования и правила составления
- ГОСТ 7.82-2001. СИБИД. Библиографическая запись. Библиографическое описание электронных ресурсов. Общие требования и правила составления (не действует с 25.01.2021)
- ГОСТ 7.80-2000. СИБИД. Библиографическая запись. Заголовок. Общие требования и правила составления
- ГОСТ Р 7.0.12-2011. СИБИД. Библиографическая запись. Сокращение слов и словосочетаний на русском языке. Общие требования и правила[6]
- ГОСТ 7.11-2004 (ИСО 832:1994). СИБИД. Библиографическая запись. Сокращение слов и словосочетаний на иностранных европейских языках[7]
- ГОСТ Р 7.0.100-2018 СИБИД. Библиографическая запись. Библиографическое описание. Общие требования и правила составления[8]
  - ГОСТ 7.1-2003. СИБИД. Библиографическая запись. Библиографическое описание. Общие требования и правила составления (утратил силу с 2020-06-01)
- ГОСТ Р 7.0.xx-2021 (проект) «Система стандартов по информации, библиотечному и издательскому делу. Библиографическая ссылка на электронные документы, размещённые в информационно-телекоммуникационных сетях. Общие требования к оформлению»[9] — использует ISBD и ISO 690:2010

Примеры
Описание книги одного автора:
- для списка литературы:

- на бумажном носителе: Иванов, В. П. Материализация бреда / В. П. Иванов. — Москва : Лженаука, 2000. — 123 с. — Текст : непосредственный.
- на электронном носителе: Иванов, В. П. Материализация бреда / В. П. Иванов. — Москва : Лженаука, 2000. — 1 CD-ROM. — Загл. с титул. экрана. — Текст : электронный.

- для библиографической ссылки:

- Иванов В. П. Материализация бреда. Москва : Лженаука, 2000. 123 с.

Описание книги нескольких авторов (на бумажном носителе):
- до трех авторов включительно:

- для списка литературы: Иванов, В. П. Материализация бреда / В. П. Иванов, А. Б. Иванова, С. А. Ивановкин. — Москва : Лженаука, 2000. — 123 с.
- для библиографической ссылки: Иванов В. П., Иванова А. Б., Ивановкин С. А. Материализация бреда. Москва : Лженаука, 2000. 123 с.

- свыше трех авторов:

- для списка литературы: Материализация бреда / В. П. Иванов [и др.]. — Москва : Лженаука, 2000. — 123 с.
- для библиографической ссылки: Материализация бреда / В. П. Иванов [и др.]. Москва : Лженаука, 2000. 123 с.

Описание статьи из периодического издания (на бумажном носителе):
- для списка литературы: Иванов, В. П. Материализация бреда / В. П. Иванов, А. Б. Иванова // Вестник психиатрии. — 2000. — № 13. — С. 123—134.
- для библиографической ссылки: Иванов В. П., Иванов А. Б. Материализация бреда // Вестник психиатрии. 2000. № 13. С. 123—134.

## Стандарты в других странах
Существует международный стандарт библиографического описания ISBD (англ. International Standard Bibliographic Description) — международное стандартное библиографическое описание.
В июне 2021 вышел ISO 690:2021 заменивший ISO 690:2010.
В США используются ALWD Guide to Legal Citation и The Bluebook: A Uniform System of Citation.